# London Grand Prix 2015
Navigation
Édition précédente Édition suivante
Le London Grand Prix 2015 ou Sainsbury’s Anniversary Games 2015 se déroule les 24 et 25 juillet 2015 au Stade olympique de Londres. Il s'agit de la onzième étape de la Ligue de diamant 2015.

## Résultats

### Ligue de diamant

#### Hommes
| Épreuve          | Vainqueur                       | Second                               | Troisième                         |
| ---------------- | ------------------------------- | ------------------------------------ | --------------------------------- |
| 200 m            | Zharnel Hughes 20 s 05 PB       | Dedric Dukes 20 s 14                 | Anaso Jobodwana 20 s 20           |
| 400 m            | Wayde van Niekerk 44 s 63       | David Verburg 45 s 01                | Chris Brown 45 s 22               |
| 110 m haies      | Jason Richardson 13 s 19        | Pascal Martinot-Lagarde 13 s 22      | Ronnie Ash 13 s 26                |
| 3 000 m steeple  | Conseslus Kipruto 8 min 09 s 47 | Jairus Kipchoge Birech 8 min 09 s 81 | Paul Kipsiele Koech 8 min 12 s 13 |
| Mile             | Asbel Kiprop 3 min 54 s 87      | Matthew Centrowitz 3 min 55 s 03     | Ayanleh Souleiman 3 min 55 s 06   |
| Saut en hauteur  | Marco Fassinotti 2,31 m         | Gianmarco Tamberi 2,28 m             | Mutaz Essa Barshim 2,28 m         |
| Saut en longueur | Marquis Dendy 8,38 m            | Zarck Visser 8,21 m                  | Greg Rutherford 8,18 m            |
| Lancer du disque | Philip Milanov 65,14 m          | Robert Urbanek 64,47 m               | Benn Harradine 63,98 m            |

#### Femmes
| Épreuve           | Vainqueur                     | Seconde                       | Troisième                     |
| ----------------- | ----------------------------- | ----------------------------- | ----------------------------- |
| 100 m             | Dafne Schippers 10 s 92 NR    | Blessing Okagbare 10 s 98     | Murielle Ahouré 11 s 01       |
| 800 m             | Eunice Sum 1 min 58 s 44      | Sifan Hassan 1 min 59 s 46 PB | Lynsey Sharp 1 min 59 s 57 SB |
| 5 000 m           | Mercy Cherono 14 min 54 s 81  | Molly Huddle 14 min 57 s 42   | Janet Kisa 15 min 10 s 6 SB   |
| 400 m haies       | Zuzana Hejnová 53 s 99        | Georganne Moline 54 s 24 SB   | Cassandra Tate 54 s 36        |
| Saut à la perche  | Nikoléta Kiriakopoúlou 4,79 m | Anzhelika Sidorova 4,79 m PB  | Ekaterini Stefanidi 4,62 m    |
| Triple saut       | Olga Rypakova 14,33 m         | Kimberly Williams 14,15 m     | Dana Velďáková 13,66 m        |
| Lancer du javelot | Madara Palameika 65,01 m SB   | Barbora Špotáková 65,00 m SB  | Kimberley Mickle 63,39 m      |
| Lancer du poids   | Michelle Carter 19,74 m       | Valerie Adams 18,59 m         | Cleopatra Borel 18,53 m       |

### Autres épreuves

#### Hommes
| Épreuve          | Vainqueur                                                                              | Second                                                                     | Troisième                                                                      |
| ---------------- | -------------------------------------------------------------------------------------- | -------------------------------------------------------------------------- | ------------------------------------------------------------------------------ |
| 100 m            | Usain Bolt 9 s 87 =SB                                                                  | Michael Rodgers 9 s 90                                                     | Kemar Bailey-Cole 9 s 92 PB                                                    |
| 800 m            | Nijel Amos 1 min 44 s 57                                                               | David Rudisha 1 min 44 s 67                                                | Adam Kszczot 1 min 44 s 85                                                     |
| 400 m haies      | Michael Tinsley 49 s 02                                                                | L. J. van Zyl 49 s 27                                                      | Niall Flannery 49 s 53                                                         |
| 3 000 m          | Mo Farah 7 min 34 s 66 WL,PB                                                           | Othmane El Goumri 7 min 36 s 71 PB                                         | Emmanuel Kipsang 7 min 37 s 05                                                 |
| Saut à la perche | Renaud Lavillenie 6,03 m MR                                                            | Shawnacy Barber 5,93 m NR                                                  | Augusto Dutra 5,81 m SB                                                        |
| 4 x 100 m        | Royaume-Uni Richard Kilty Harry Aikines-Aryeetey James Ellington Chijindu Ujah 38 s 32 | France Pierre Vincent Emmanuel Biron Jeffrey John Jimmy Vicaut 38 s 34 =SB | Royaume-Uni Sean Safo-Antwi Alan Robertson Daniel Talbot Ojie Edoburun 38 s 73 |

#### Femmes
| Épreuve          | Vainqueur                                                                                   | Seconde                                                                      | Troisième                                                                         |
| ---------------- | ------------------------------------------------------------------------------------------- | ---------------------------------------------------------------------------- | --------------------------------------------------------------------------------- |
| 200 m            | Elaine Thompson 22 s 10 MR,PB                                                               | Tori Bowie 22 s 32                                                           | Candyce McGrone 22 s 70                                                           |
| 400 m            | Natasha Hastings 50 s 24 SB                                                                 | Francena McCorory 50 s 67                                                    | Stephenie Ann McPherson 50 s 91                                                   |
| 1 500 m          | Laura Weightman 4 min 06 s 09                                                               | Gabriele Grunewald 4 min 06 s 35                                             | Katie Mackey 4 min 06 s 54                                                        |
| 100 m haies      | Jasmin Stowers 12 s 47 MR                                                                   | Dawn Harper-Nelson 12 s 64                                                   | Brianna Rollins 12 s 65                                                           |
| Saut en longueur | Shara Proctor 6,98 m NR                                                                     | Jazmin Sawyers 6,60 m                                                        | Jana Velďáková 6,51 m                                                             |
| 4 x 100 m        | États-Unis Jessica Young Tiffany Townsend Christine Williams Sanya Richards-Ross 42 s 32 MR | Pays-Bas Nadine Visser Dafne Schippers Nathalie Sydney Jamile Samuel 42 s 69 | Royaume-Uni Dina Asher-Smith Jodie Williams Bianca Williams Desiree Henry 42 s 80 |

## Légende
Records et Performances
- AR : Record continental (area record)
- CR : Record des championnats (championship record)
- MR : Record du meeting (meet record)
- NR : Record national (national record)
- OR : Record olympique (olympic record)
- PR : Record paralympique (paralympic record)
- PB : Record personnel (personal best)
- SB : Meilleure performance personnelle de la saison (season's best)
- WL : Meilleure performance mondiale de l'année (world leader)
- WJR : Record du monde junior (world junior record)
- WR : Record du monde (world record)

Circonstances et Conditions
- DNF : N'a pas terminé (did not finish)
- DNS : N'a pas pris le départ (did not start)
- DQ : Disqualification (disqualification)
- NM : Aucun essai valable enregistré (No Mark)
- Q : Qualifié « directement » au prochain tour (ou à la prochaine compétition), lors d'une compétition majeure, grâce au classement ou à la réalisation des minima (automatic qualifier)
- q : Qualifié au prochain tour (ou à la prochaine compétition), lors d'une compétition majeure, grâce au repêchage ou à la réalisation de l'une des meilleures performances parmi celles des « non qualifiés directement » (grâce au meilleur temps ou à la meilleure distance par exemple) (secondary qualifier)